# Tecnobus Gulliver
Il Tecnobus Gulliver è un minibus elettrico a pianale ribassato prodotto a partire dal 1994 dall'azienda italiana Tecnobus.
È considerato l'autobus più corto al mondo

## Storia
La prima versione del Gulliver fu presentata nel 1994, montante batterie a piombo acido, con un sistema di sostituzione del pacchetto di batterie scariche particolarmente veloce e semplice.
Nel 2004 viene lanciata la seconda versione che con la sostituzione delle batterie ha permesso di ottenere una maggiore autonomia.

## Tecnica
Il Gulliver monta un motore ETA Sistemi completamente elettrico in corrente continua, erogante 36,46 cavalli vapore, posizionato anteriormente in posizione orizzontale e raffreddato ad aria forzata.

## Diffusione
Diversi esemplari sono stati acquistati da ATAF (Firenze), RTC (Québec), ANM (Napoli) e ATAC di Roma.